# Vaya Con Dios
Vaya Con Dios je belgijska glasbena skupina, ki so jo leta 1986 ustanovili Dani Klein, Dirk Schoufs in Willy Lambregt. Ime skupine je španska fraza, ki pomeni »Pojdi z Bogom«. Igrajo pop s primesmi romske in latinskoameriške glasbe, džeza ter opere. Vaya Con Dios velja za eno najuspešnejših in najprepoznavnejših belgijskih skupin v svetovnem merilu.
Pevka Dani Klein je skupino ustanovila z Willyjem Lambregtom, s katerim sta sodelovala že prej, in povabila še kontrabasista Dirka Schoufsa. Z latinskoameriškimi ritmi obarvan prvi singl »Just a Friend of Mine« je bil hit v Franciji, kjer so prodali več kot 300.000 izvodov. Kmalu po tem je Lambregt zapustil skupino, nadomestil ga je Jean-Michel Gielen. Singl »What's A Woman?«, ki je izšel leta 1990, je bil šele drugi singl belgijskega izvajalca, ki se je uvrstil na prvo mesto nizozemske lestvice. Skupina je bila priljubljena tudi drugod po Evropi, predvsem v Franciji, Nemčiji in skandinavskih državah.
Leta 1991 je Schoufs zapustil skupino in kmalu po tistem umrl za Aidsom. Dani Klein je še nekaj časa ustvarjala pod tem imenom in z gostujočimi glasbeniki, nato pa leta 1996 prenehala z glasbenim udejstvovanjem. Ponovno se je vrnila z Vaya Con Dios leta 2004, ko je izšel tudi album The Promise. Od takrat sta izšla še zbirka uspešnic The Ultimate Collection (2006) in album Comme On Est Venu (2009), ki je v celoti v francoščini. V letih 2013 in 2014 so priredili poslovilno turnejo, nakar je skupina dokončno prenehala delovati. Ob tej priložnosti je izšel še kompilacijski album v živo Thank you all! (2014).

## Diskografija

### Albumi
| Datum          | Naslov                                          | Uvrstitev | Opombe                                                            |
| -------------- | ----------------------------------------------- | --------- | ----------------------------------------------------------------- |
| Oktober 1988   | Vaya Con Dios                                   |           | 2 x platinast (FIN)                                               |
| April 1990     | Night Owls                                      |           | platinast (NL) , platinast (D) , zlat (FIN)                       |
| September 1992 | Time Flies                                      | 1 NL 1 CH | platinast (NL) ; 3 x platinast (CH) platinast (D) platinast (NOR) |
| September 1995 | Roots and Wings                                 |           | zlat (NL) zlat (NOR)                                              |
| Oktober 1995   | Best Of Vaya Con Dios                           |           | zlat (NOR)                                                        |
| November 1998  | What's A Woman: The Blue Sides Of Vaya Con Dios |           | zbirka uspešnic                                                   |
| Oktober 2004   | The Promise                                     |           |                                                                   |
| November 2006  | The Ultimate Collection                         | 5 BE      | zbirka uspešnic                                                   |
| Oktober 2009   | Comme On Est Venu                               |           |                                                                   |

### Singli
| Datum      | Naslov                               | Uvrstitev | Opombe                                  |
| ---------- | ------------------------------------ | --------- | --------------------------------------- |
| 1987       | »Just A Friend Of Mine«              |           |                                         |
| 1987       | »Puerto Rico«                        |           |                                         |
| 1988       | »Don't Cry for Louie«                |           |                                         |
| 1989       | »Johnny«                             |           | Izdan samo v Franciji                   |
| 1990       | »Nah Neh Nah«                        |           |                                         |
| Junij 1990 | »What's a Woman?«                    | 1 (NL)    | certificiran zlat status na Nizozemskem |
| 1990       | »Night Owls«                         |           |                                         |
| 1992       | »Heading for a Fall«                 |           |                                         |
| 1993       | »So Long Ago«                        |           |                                         |
| 1995       | »Don't Break My Heart«               |           |                                         |
| 1996       | »Stay with Me«                       |           |                                         |
| 1996       | »Lonely Feeling«                     |           |                                         |
| 2004       | »No One Can Make You Stay«           |           |                                         |
| 2005       | »La Vida Es Como Una Rosa/Take Heed« |           |                                         |
| 2006       | »Pauvre Diable«                      |           |                                         |
| 2006       | »What's a Woman« ft. Aaron Neville   |           |                                         |
| 2009       | »Les voiliers sauvages de nos vies«  |           |                                         |